# Raten
Der Raten ist ein Pass im Schweizer Kanton Zug zwischen den Orten Oberägeri und Biberbrugg. Die Passhöhe liegt auf 1077 m.

## Verkehr
Den Raten kann man mit dem Bus der Zugerland Verkehrsbetriebe erreichen. Die Linie 10 führt von Oberägeri über Alosen auf den Raten. Der Bus fährt im Stundentakt bis auf die Passhöhe. Der Raten ist ein beliebtes Naherholungsgebiet im Kanton Zug.